# トランシルヴァニア・ザクセン人

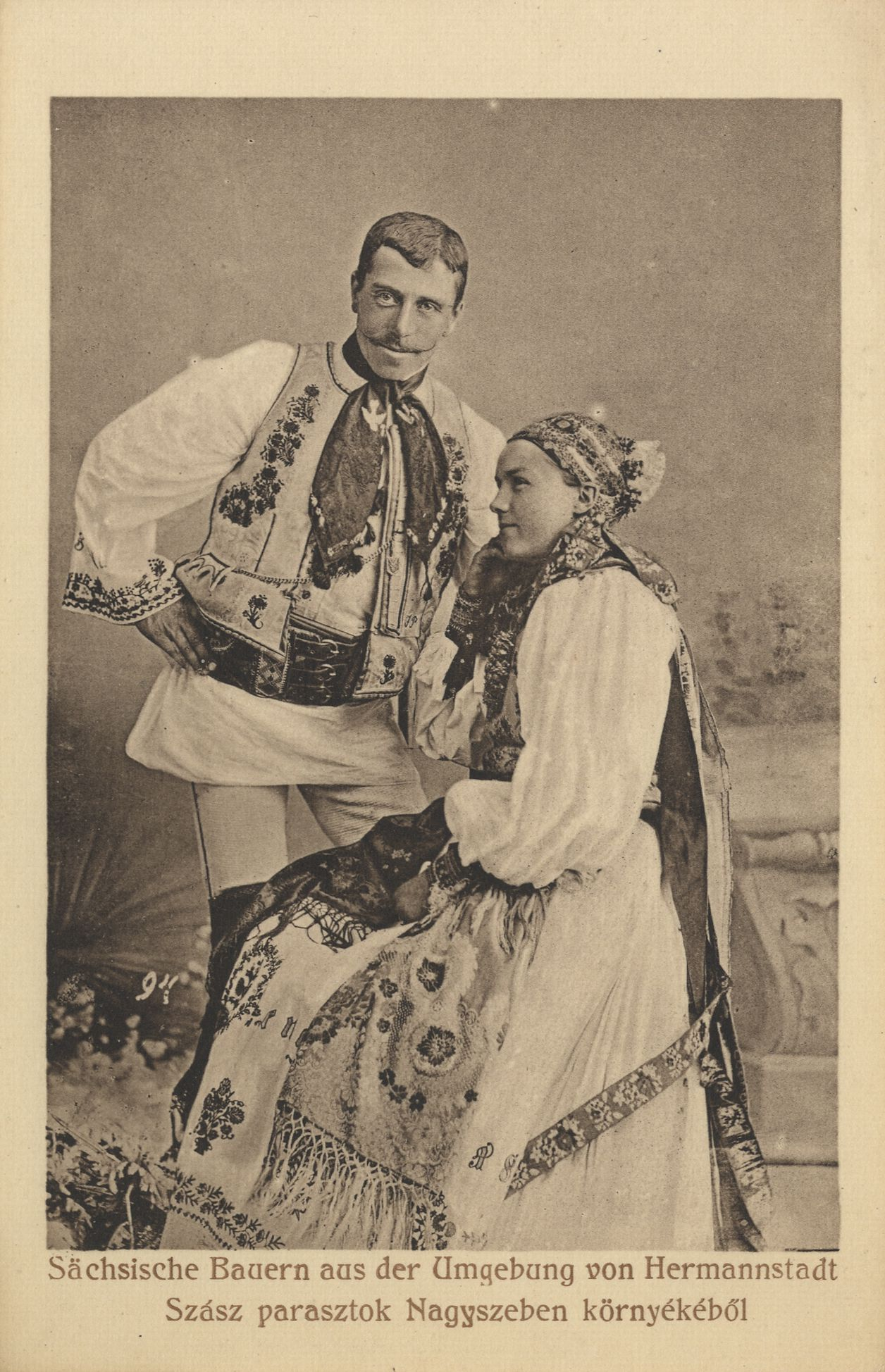
民族衣装を着たトランシルヴァニア・ザクセン人の男女。ヘルマンシュタット（現ルーマニア・シビウ）、20世紀初頭の写真。

トランシルヴァニア・ザクセン人 （ドイツ語: Siebenbürger Sachsen; ハンガリー語: Erdélyi szászok; ルーマニア語: Saşi）は、12世紀以降、トランシルヴァニア（ドイツ語: Siebenbürgen）へ移住したドイツ人を指す名称。

## 概要
ドイツ人によるトランシルヴァニア植民は、ハンガリー王ゲーザ2世（1141年-1162年）によって始められた。10年間の、ドイツ人移住者の主な義務はハンガリー王国の南東部国境地帯の防衛をすることだった。植民は13世紀終盤まで続けられた。植民者は神聖ローマ帝国西部出身者がほとんどで、全般的にフランケン方言（アーヘン、ケルン、トリアー周辺で話された）を話していたけれども、彼らは集団名ザクセン人として呼ばれていた。これは、ザクセン出身のドイツ人がハンガリーで大臣職、法官職（en）として働いていたためである。歴史上、このザクセン人たちは、トランシルヴァニアのハンガリー貴族とセーケイ人たちとともに特権階級であった。
トランシルヴァニア・ザクセン人人口は、第二次世界大戦後に減少した。彼らの大半がドイツへ移住していったが、現在も残った人々がハンガリー、ルーマニアで知られる少数民族として残っている。

## 中世の定住地

1918年当時の、トランシルヴァニアの地図。灰色部分がトランシルヴァニア・ザクセン人の定住地

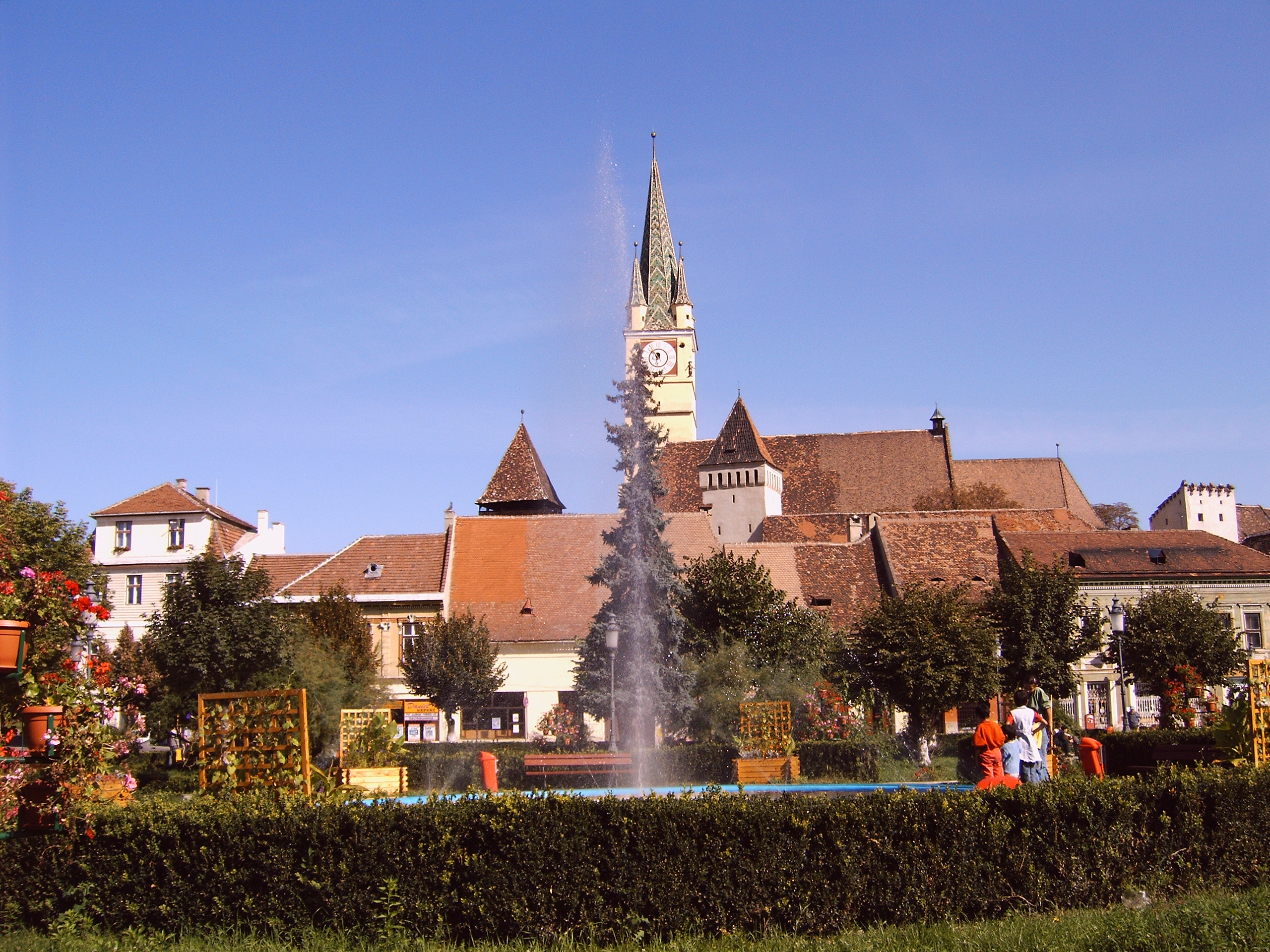
メディアシュ

ドイツ人定住地の事実上の段階は、12世紀半ばに始まった。植民者たちは、ヘルマンシュタット（Hermannstadt）周辺を基盤とするヘルマンシュタット地方（Hermannstadt Provinz、またはアルトラント （Altland））となる地へ旅してきた。ゲーザ2世によるドイツ人招聘の第一の理由は、彼らを侵入者に対する国境地帯防衛にセーケイ人とともにあたらせることにあったが、ドイツ人は自らの採掘の専門知識と、地方経済発展の能力も追求した。この時代にやってきたほとんどの植民者たちは、ルクセンブルク、モーゼル川地方からやってきた。
ドイツ人植民の第二段階は、13世紀初頭にやってきた。この時は、ラインラント、低地諸国、モーゼル川地方出身者、その他にはテューリンゲン、バイエルン、さらにはフランスからやってきた者から構成されていた。トランシルヴァニア北東部の定住地は、ネーゼン（Nösen）の町に集中していた。ネーゼンはのちにビストリッツ（Bistritz、ビストリッツ川岸にあったため）となった。周囲の一帯はネースナーラント（Nösnerland）として知られるようになった。神聖ローマ帝国からの移住は続き、ザクセン人の居住地帯はさらに東へ拡大した。ヘルマンシュタット出身の子世代移住者は、ハルバッハ（Harbach）川、ツィビン（Zibin）山脈、ミュールバッハ（Mühlbach）山脈へと広がっていった。ミュールバッハ山脈周辺はウンターヴァルト（Unterwald）の名で知られ、ミュールバッハ（Mühlbach）に集約された。ヘルマンシュタットの北部の定住地には、メディアシュ（Mediasch）近郊のヴァインラント（Weinland）があった。
1211年、ハンガリー王アンドラーシュ2世は、トランシルヴァニア南東端にあるブルツェンラント（Burzenland）の防衛と定住のために、ドイツ騎士団を招聘した。カルパチア山脈の峠をクマン人から守るため、騎士たちは、クロンシュタット（Kronstadt）を含むおびただしい数の城と町を築いた。ブルツェンラント地方の植民化は、ほとんどがアルトラントからの移住者で構成されていた。騎士団の急速な勢力拡大に脅威を感じたアンドラーシュ2世は、1225年に騎士団を追放し、1226年に彼らはプロイセンへ再入植した。それでも、植民者たちはブルツェンラントへとどまった。
ハンガリー王国の中世の東部国境は、ネースナーラントのザクセン人によってその北東部分を、東部分をセーケイ人に、南東部分をドイツ騎士団とブルツェンラント・ザクセン人が築いた城で、南部分をアルトラント・ザクセン人にそれぞれ守らせていた。

## 中世の組織

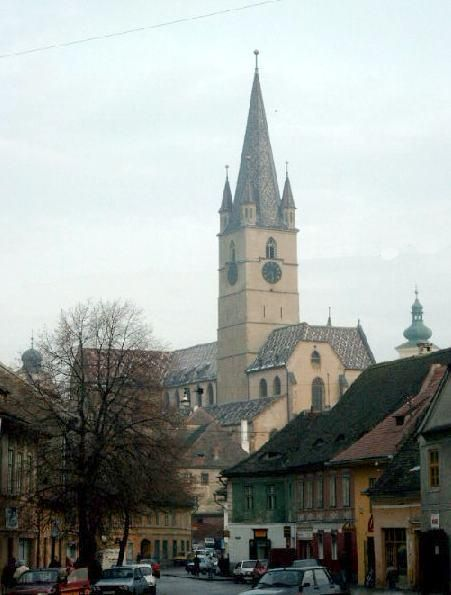
ヘルマンシュタットのルター派教会

### 社会
ドイツ騎士団がトランシルヴァニアから引き上げても、ザクセン人入植者はとどまり、ハンガリー王は彼らの権利と、1224年の金印憲章（Andreanum Act、Goldener Freibrief der Siebenbürger Sachsen）上の義務の保持を承認した。この公文書は、ドラース（Draas）とブロース（Broos）との間にあるドイツ人領、その中の行政・信仰自治権と、ハンガリー王に対する義務とを詳述していた。ドイツ人が植民した領土の面積はおよそ30,000 km²であった。カーロイ1世の時代（1325年から1329年頃）、ザクセン人はザクセン人議会を組織していた。

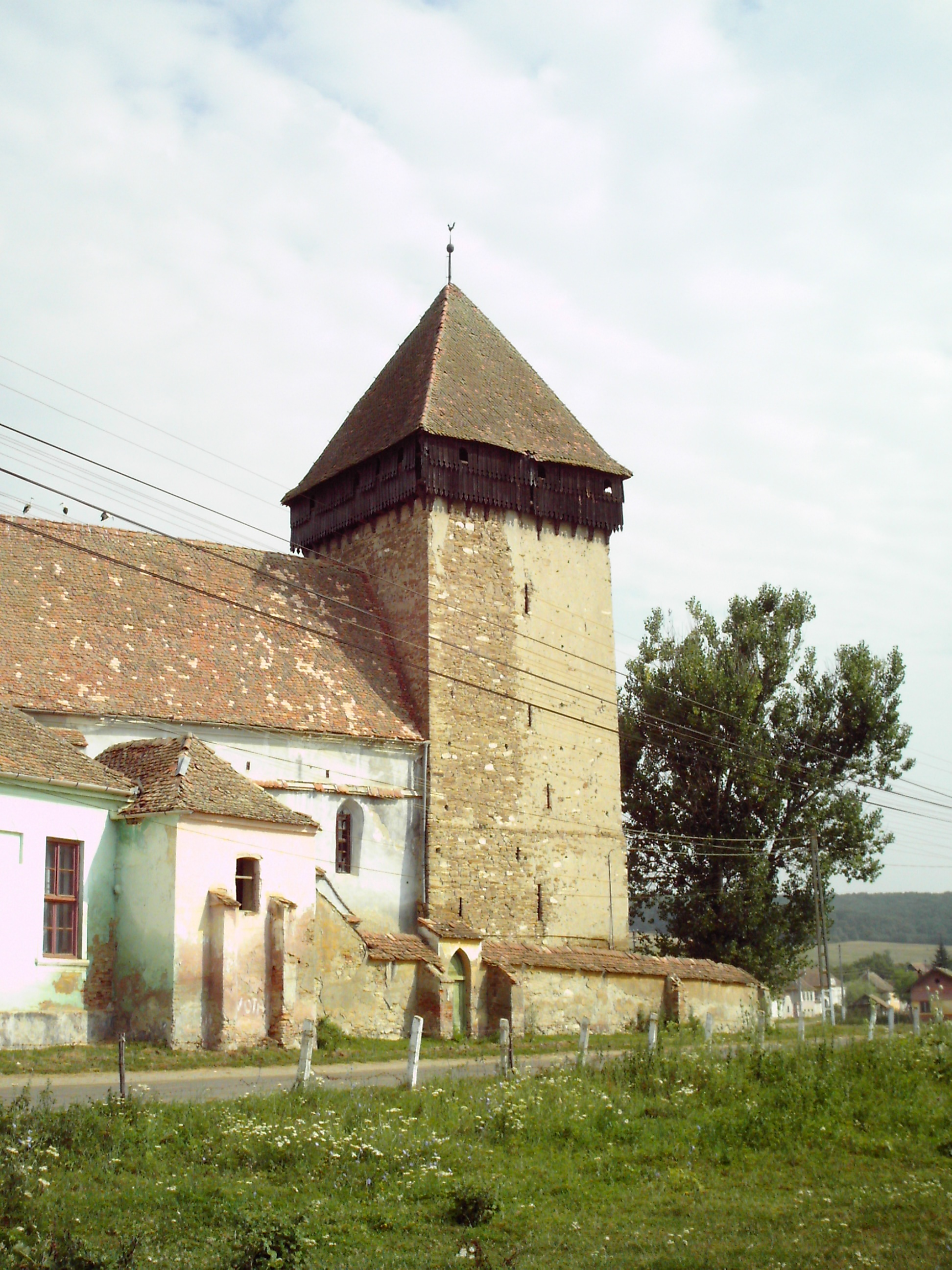
ナイトハウゼン（Neithausen）にある、防衛用塔を持つザクセン人教会

### 信仰
ドイツ騎士団とともに、その他の、ドイツ人共同体内で発展する重要なキリスト教組織は、バナト地方のエグレシュ（Egresch）にあるシトー会修道院、フォガラシュ（Fogarasch）にあるケルツ修道院（Kloster Kerz）であった。
ザクセン人初期の宗教組織は、1191年12月10日創立のヘルマンシュタットのプロボストであった。初期の頃、ヘルマンシュタットの領域に含まれたのは、レシュキルヒ（Leschkirch）、グロース＝シェンク（Groß-Schenk）など、初期にザクセン人が植民した地域であった。
トランシルヴァニア・ザクセン人の大半は、宗教改革時代にマルティン・ルターの新たな信条を受け入れ（ほぼ全てがルター派教会で、改革派教会信徒はごくわずかであった）、その他のザクセン人少数派が忠実にローマ・カトリック教会にとどまり、または一部が後にカトリックへ再度改宗した。 
1572年から1867年まで、トランシルヴァニアのルター派教会司教座がビルトヘルム（Birthälm）にあった。カトリック司教アウグスティン・パカ、そしてマルティン・ロースは、20世紀のトランシルヴァニア・ザクセン人またはその血を引く人間で、ロースはのちにテメシュブルクの大司教座司教となった。

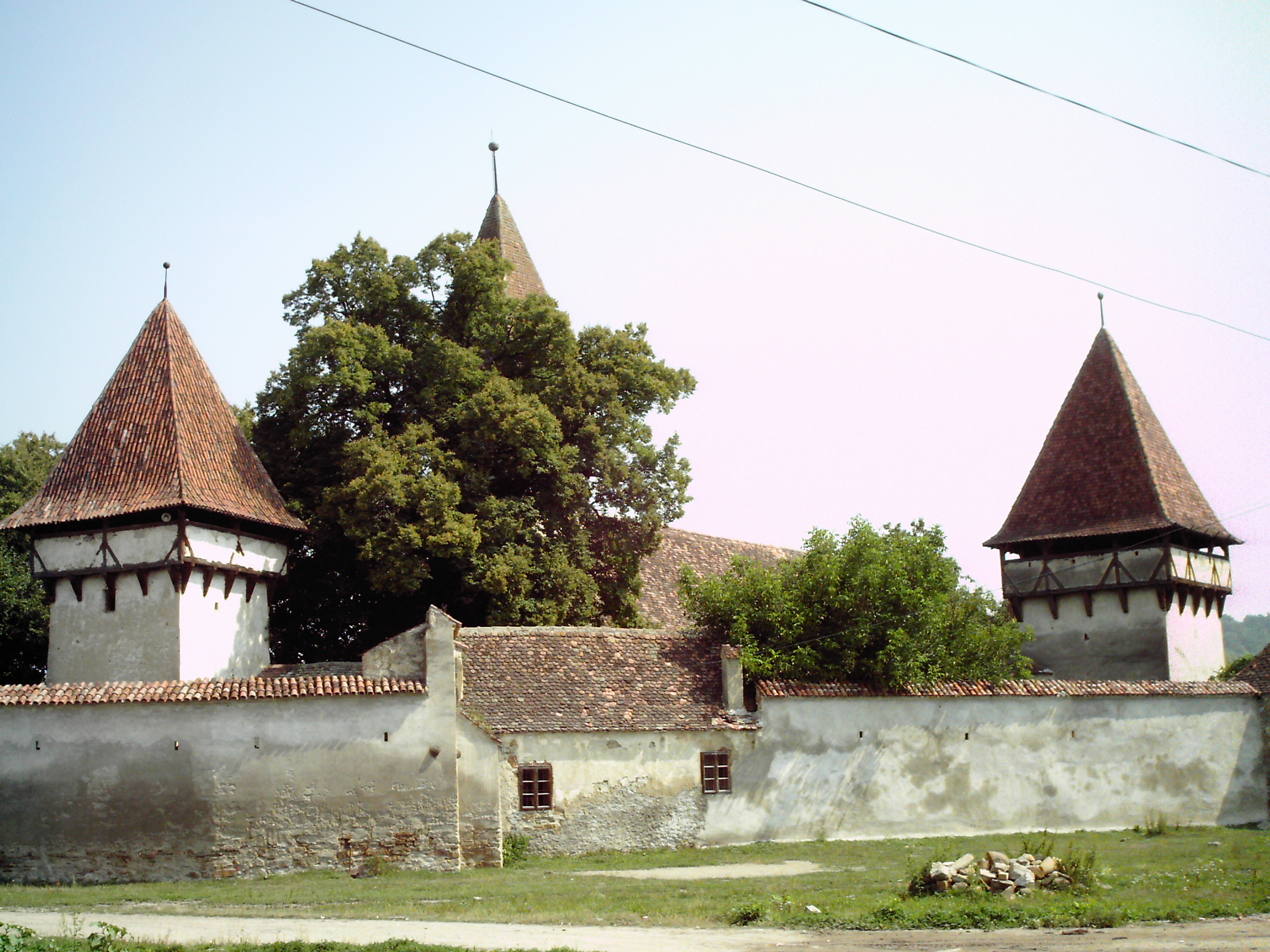
クラインシェンク（Kleinschenk）のザクセン人要塞

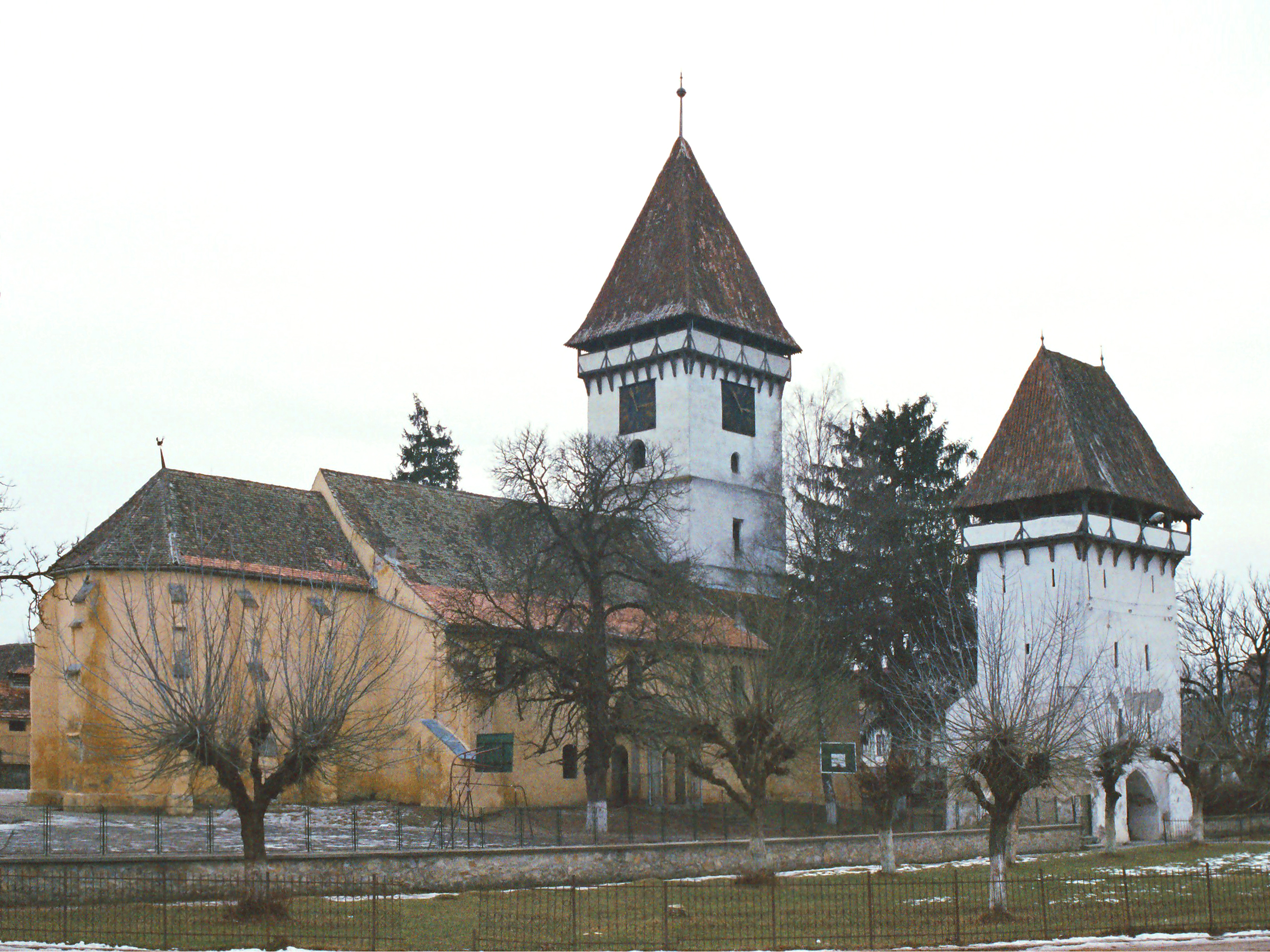
アグネテルン（Agnetheln）の要塞教会

## 定住地の防衛
1241年から1242年にかけてのモンゴル人のヨーロッパ侵攻で、ハンガリー王国の大半が荒廃した。ザクセン人は最善を尽くして抵抗したものの、多くの定住地が破壊された。侵攻の結果、多くのトランシルヴァニア定住地が石造の城で強化され、この強調が町を経済的に発展させた。多くの町は、どっしりとした壁で覆われた要塞教会（Kirchenburg）によって守られた。都市の急速な拡大がザクセン人をトランシルヴァニアへ惹きつけた。これによってドイツ語でジーベンビュルゲン（Siebenbürgen）、ラテン語でセプテム・カストラ（Septem Castra）として知られる7つの要塞都市が生まれた。
カッコ内はドイツ語、ルーマニア語、ハンガリー語の地名
- ビストリッツ（Bistritz、ビストリツァ、Beszterce）
- ヘルマンシュタット（Hermannstadt、シビウ、 Nagyszeben）
- クラウゼンブルク（Klausenburg、クルージュ＝ナポカ、Kolozsvár）
- クロンシュタット（Kronstadt、ブラショフ、Brassó）
- メディアシュ（Mediasch、メディアシュ、Medgyes）
- ミュールバッハ（Mühlbach、セベシュ、Szászsebes）
- シェースブルク （Schäßburg、シギショアラ、Segesvár）

## 特権階級

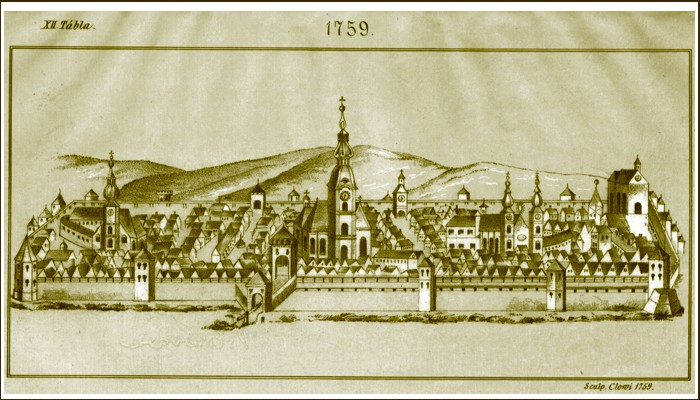
18世紀に描かれたクラウゼンブルク市街

トランシルヴァニア貴族（ほとんどがハンガリー人）とセーケイ人とともに、トランシルヴァニア・ザクセン人は1438年に署名された三カ国連合の構成員であった。この同意は三カ国の政治的権利を保護するもので、トランシルヴァニア人口の多数を占めていたルーマニア人小作農は政治の舞台から追放されていた。
宗教改革の間、ほとんどのトランシルヴァニア・ザクセン人はルター派へ改宗した。半独立国家トランシルヴァニア公国として、公国はヨーロッパにおける最も信仰に寛容な国家の一つであり、ザクセン人は自らの信仰を営むことが許されていた。ハプスブルク家はカトリック教会を対抗改革時代に奨励したが、ザクセン人の多数はルター派信仰を守り続け、ルーマニア福音ルター派教会を形成した。
ハプスブルク家とハンガリーがオスマン帝国と戦った、16世紀から18世紀の対トルコ戦争で、トランシルヴァニア・ザクセン人人口は減少した。トランシルヴァニア公国がハプスブルク家支配下に入ると、ドイツ人植民第三段階の小さな波が始まり、ザクセン人の復活を助けた。この時の新たな移住地には、オーバーエスターライヒから追放されたプロテスタント（トランシルヴァニア・ラントラー）による、ヘルマンシュタット近郊の定住地があった。特に対トルコ戦争時代、ドイツ人たちは行政官、士官となった。ドイツ人が集まって暮らすヘルマンシュタットは、トランシルヴァニア中の重要な文化中心地であり、一方クロンシュタットはザクセン人たちの活発な政治中心地であった。

## 特権的地位の損失

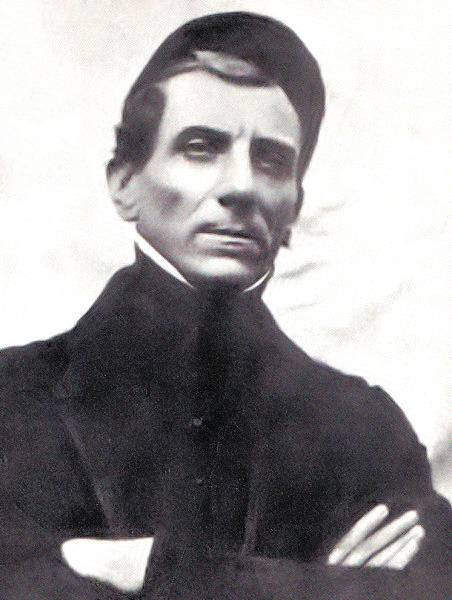
シュテファン・ロート

神聖ローマ皇帝ヨーゼフ2世は、18世紀終わりに三カ国連合を取り消そうと試みた。彼の行為はトランシルヴァニア内での政治的不平等、特にザクセン人の政治的な強みにあてつけられることになった。ヨーゼフ2世の行為は最後に撤回されたものの、多くのザクセン人たちは、ハンガリー愛国者、ルーマニア愛国者といった少数派の反対に見舞われ始めた。ザクセン人たちは富裕で影響力ある集団であり続けたが、もはや有力者階級ではなかった。
1848年革命の間、ザクセン人たちは、ルーマニア人たちが平等な政治的地位を獲得しようと行動したことを最後に支持した。他方でハンガリー人たちは、ハンガリー王国と、トランシルヴァニア全土の完全なる統合を支持した。牧師シュテファン・ロートは、ルーマニア人の政治的権利獲得を支持するドイツ人を率い、革命の最中にハンガリー人急進派によって逮捕され、軍事法廷で反逆罪を宣告され処刑された。
ハンガリー人はトランシルヴァニア全土の支配を得ようとしたが、1849年にオーストリア、そしてロシア両軍に敗退した。1867年にオーストリアとハンガリーはアウスグライヒを結んで妥協したが、ザクセン人の政治的権利の好機を待つことはなかった。オーストリア＝ハンガリー帝国時代、ハンガリー人は、王国内での冒頭したその他の民族的愛国主義者と戦う（ハンガリー化）政策に時間を費やした。
第一次世界大戦後、多くのザクセン人はトランシルヴァニアとルーマニア王国の統合を支持した。彼らは少数派としての権利を十分に約束されたが、多くのザクセン人たちは、大戦後のルーマニア全土で遂行された農地解放の過程で自分たちの土地を失った。

## 第二次世界大戦と戦後

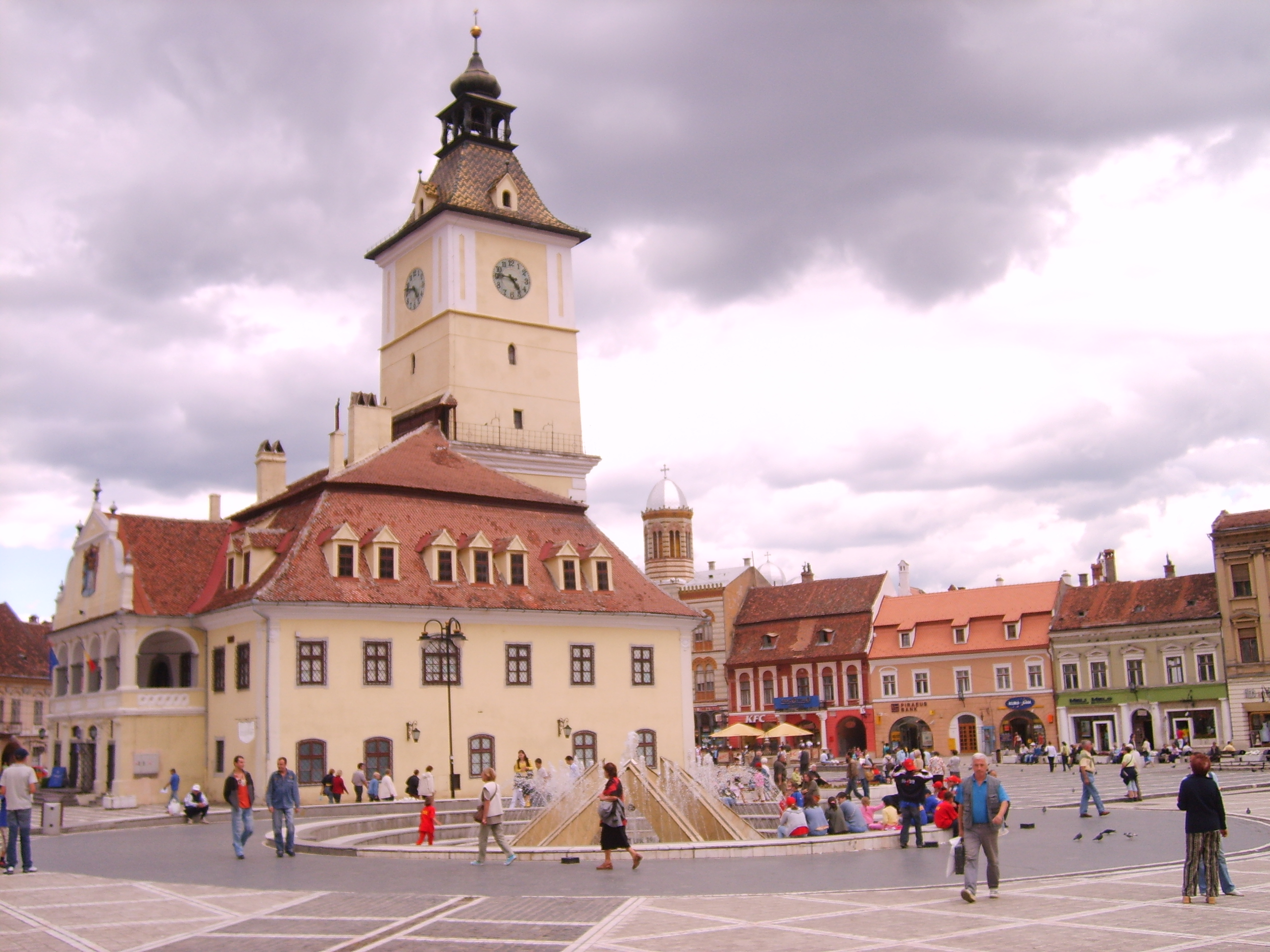
クロンシュタット

第二次世界大戦中、不満を抱いた多くのザクセン人たちは、ルーマニアと、トランシルヴァニア北部を併合していたハンガリーの政権がそうであったように、反ソビエト連邦のナチス・ドイツ側についた。
1944年、ルーマニアがソビエト連邦と和平条約を結ぶと、ドイツ軍はトランシルヴァニアからザクセン人を引き上げさせ始めた。この作戦はネースナーラントのザクセン人のためであった。およそ10万人のドイツ人が、ソビエト赤軍がやってくる前に逃亡した。しかしルーマニアは、近隣諸国が戦後に行ったようなドイツ人追放を指揮しなかった。ところが、8万人以上と言われるザクセン人がソビエト政府の強制追放（en）によって、ドイツと共謀したとの疑いでシベリアへ送られた。残ったザクセン人たちはルーマニアの共産主義政権によって迫害され、多くの政治的権利を失った。
ルーマニア共産主義政権が行った、ドイツ系ルーマニア人の追放と脅迫の第一の方法は、報酬を払って彼らの出身国に照会してドイツ移住を許可し、代わってドイツ人の土地へ多数派ルーマニア人を定住させることであった。それは、その他の少数民族を脅迫することで、民族的なルーマニア人人口を増やし純粋なルーマニア人国家を作り上げる計画であった。
ドイツ人及び、数世代に渡ってトランシルヴァニアに暮らしてきたザクセン人たちは、民族的ドイツ人（Auslandsdeutsche、外国生まれのドイツ人）としてドイツ政府からみなされ、ドイツ市民権を持っていた。相当な人数のザクセン人たちがドイツへ移住した。そして1989年の東側諸国崩壊後に特に移住が進んだ。ドイツ移住後のトランシルヴァニア・ザクセン人を代表するのは、在ドイツ・トランシルヴァニア・ザクセン人協会である。この移住のため、ルーマニア在住のザクセン人人口は激減した。ルーマニアで現在ザクセン人を代表する政党は、在ルーマニア・ドイツ人民主フォーラムである。2000年6月30日から2014年12月2日までシビウ(ヘルマンシュタット)市長を務めたクラウス・ヨハニスはトランシルヴァニア・ザクセン人であり、2014年12月21日よりルーマニア大統領を務める。

## 19世紀から20世紀の人口
- 1880年: 211,748人
- 1890年: 217,640人
- 1900年: 233,019人
- 1910年: 234,085人
- 1930年: 745,421人
- 1956年: 384,708人
- 1977年: 359,109人
- 1992年: 119,462人
- 2002年: 60,088人